# Öwezgeldi Ataýew
Öwezgeldi Ataýew (russisch Овезгельды Атаев/Owesgeldy Atajew; * 1951 in Gurtly) ist ein turkmenischer Jurist und Politiker und war bis Dezember 2006 Parlamentspräsident Turkmenistans.

## Biographie
Öwezgeldi Ataýew wurde 1951 in Gurtly geboren, einem Dorf in der Region Aşgabat in der Turkmenischen SSR. Im Jahre 1969 begann er seine Karriere als Leiter des Künstlerkreises am Regionalen Haus der Pioniere in Aşgabat. An der Pädagogischen Hochschule in Aşgabat machte er 1971 seinen Abschluss.
Seit 1973 war Ataýew als Lehrer an der Sekundarschule Nr. 12 in der Region Aşgabat angestellt. Nebenbei studierte er an der juristischen Fakultät der Turkmenischen Staatsuniversität und machte 1978 seinen Abschluss in der Fachrichtung Rechtswissenschaften.
Er arbeitete von 1978 bis 1980 als Senior Researcher an der Abteilung für Philosophie und Recht der Akademie der Wissenschaften der Turkmenischen SSR, danach als Junior Researcher. Von 1980 bis 1985 war er am Regionalgericht von Aşgabat angestellt. Er bekleidete von 1985 bis 1989 das Amt des Vorsitzenden am Stadtgericht Tejen. Schließlich wurde er 1989 Richter am Obersten Gerichtshof der Turkmenischen SSR und 1999 zu dessen Vorsitzenden ernannt.
Im Wahlkreis Nr. 10 des Ahal welaýaty, einer der fünf Provinzen Turkmenistans, wurde er am 11. November 2002 zum Abgeordneten des Madschlis, der Versammlung von Turkmenistan, gewählt. Am Folgetag löste er Tagandurdy Halljew ab, der aufgrund falscher Anschuldigungen wegen eines Putschversuches 20 Jahre lang inhaftiert worden war. Seit dem 15. August 2003 bekleidete er das Amt des stellvertretenden Vorsitzenden des Volksrats von Turkmenistan. Im Jahre 2004 wurde er erneut in den Madschlis von Turkmenistan gewählt und übernahm kurz darauf dessen Vorsitz.

## Entmachtung
Am 21. Dezember 2006, nach dem Tod des turkmenischen Präsidenten Saparmyrat Nyýazow, wurde Öwezgeldi Ataýew gemäß der geltenden turkmenischen Verfassung zum amtierenden Präsidenten Turkmenistans ernannt. Durch die Verfassung als ein unmittelbar geltendes Recht war kein besonderes Verfahren für den Amtsantritt erforderlich. Am selben Tag wurde auf einer gemeinsamen Sitzung des Staatssicherheitsrats und der turkmenischen Regierung unter Leitung von Gurbanguly Berdimuhamedow beschlossen, die Ernennung Ataýews nicht anzuerkennen, da die Generalstaatsanwaltschaft ein Strafverfahren gegen ihn eingeleitet hatte und Ataýew in Gewahrsam genommen wurde. Daraufhin wurde Berdimuhamedow entgegen der turkmenischen Verfassung zum amtierenden Präsidenten Turkmenistans und Oberbefehlshaber der Streitkräfte. Nach Ansicht einiger Experten hat damit in dem Land ein Staatsstreich stattgefunden.
Auf einer außerordentlichen Sitzung am 22. Dezember 2006 entließen die Abgeordneten Ataýew von seinem Posten als Vorsitzender des Madschlis von Turkmenistan, Akja Nurberdiýewa wurde seine Nachfolgerin. Gleichzeitig wurde er von seinem Posten als stellvertretender Vorsitzender des Volksrats von Turkmenistan entlassen, „weil er sich unvereinbar mit der hohen Position verhalten hat, mit der er betraut war“. Ihm wurde vorgeworfen, sein Amt zu missbrauchen, die verfassungsmäßigen Rechte der Bürger Turkmenistans grob zu verletzen und Zwietracht unters Volk zu säen. Ataýew wurde aufgrund erfundener Anschuldigungen zu fünf Jahren Haft verurteilt. Seine Frau, Gusel Ataýewa, wurde später aufgrund falscher Anschuldigungen ebenfalls zu fünf Jahren Haft verurteilt.
Nach Ansicht einiger turkmenischer Politiker habe Berdimuhamedow Ataýew unterdrückt, weil er echte demokratische Wahlen im Land abhalten, eine öffentliche Kontrolle über die Verwendung öffentlicher Gelder, insbesondere für den Verkauf von Gas und anderen Rohstoffen, einrichten und die in der Verfassung verankerten Rechte und Freiheiten der Bürger gewährleisten wollte.
Am 16. März 2012 erklärte der stellvertretende Außenminister Turkmenistans Wepa Hajyýew bei einer Anhörung vor dem Menschenrechtsausschuss der Vereinten Nationen in New York, dass der 61-jährige Öwezgeldi Ataýew aus der Haft entlassen wurde. Die Angehörigen von Ataýew haben jedoch seitdem (Stand: Januar 2014) keine Informationen über ihn. Sowohl er als auch die anderen Oppositionsführer Boris Şyhmyradow und Serdar Rahimow seien nicht mehr am Leben.